# Phenylcarbylaminchlorid
Phenylcarbylaminchlorid ist eine organisch chemische Verbindung aus der Gruppe der Carbylaminchloride. Sie wurde früher als chemischer Kampfstoff eingesetzt.

## Geschichte
Phenylcarbylaminchlorid wurde im Ersten Weltkrieg als chemischer Kampfstoff eingesetzt, zum ersten Mal im Juli 1916 durch französische Truppen in der Schlacht an der Somme. Es wirkt extrem tränenreizend und kann Bindehautentzündungen bis hin zu vorübergehender Blindheit verursachen.

## Herstellung
Phenylcarbylaminchlorid kann aus Phenylisocyanat hergestellt werden, indem dieses in Chloroform mit Chlorgas behandelt wird. Auch aus Phenylisothiocyanat kann es hergestellt werden. Dabei entsteht zunächst durch Reaktion mit einem Chlormolekül ein Sulfenylchlorid. Durch Reaktion mit einem weiteren Chlormolekül entsteht das Phenylcarbylaminchlorid sowie Schwefeldichlorid.

## Eigenschaften und Reaktionen
Phenylcarbylaminchlorid ist eine mäßig flüchtige, ölige Flüssigkeit mit einem Geruch nach Zwiebeln. Mit Schwefelwasserstoff wird es unter Freisetzung von Salzsäure gespalten. Durch Wasser wird es jedoch nicht hydrolysiert. Die Reaktion von Phenylcarbylaminchlorid mit Ethylenoxid in Gegenwart von Zinkchlorid ergibt ein Oxazolidinon.